# David di Donatello 2021
La 66a edició dels premis David di Donatello, concedits per l'Acadèmia del Cinema Italià, va tenir lloc l'11 de maig de 2021 a Roma. L'esdeveniment es va retransmetre en directe en hora de màxima audiència per Rai 1, dirigit per Carlo Conti. En aquesta edició s'ha fet una modificació del reglament per poder admetre pel·lícules que, per les disposicions d'emergència vinculades a la contenció de la pandèmia de COVID-19, no han pogut gaudir de projecció als cinemes i, per tant, es van distribuir en plataformes de streaming.

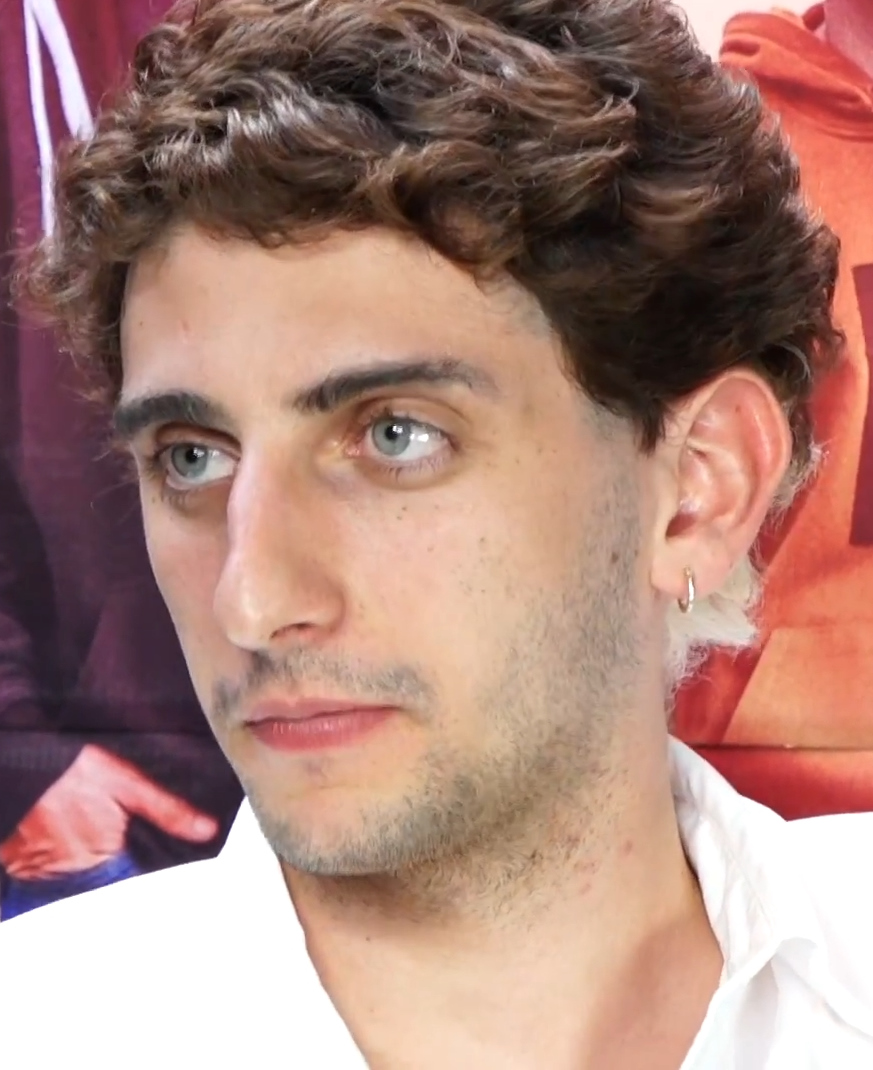
Pietro Castellitto

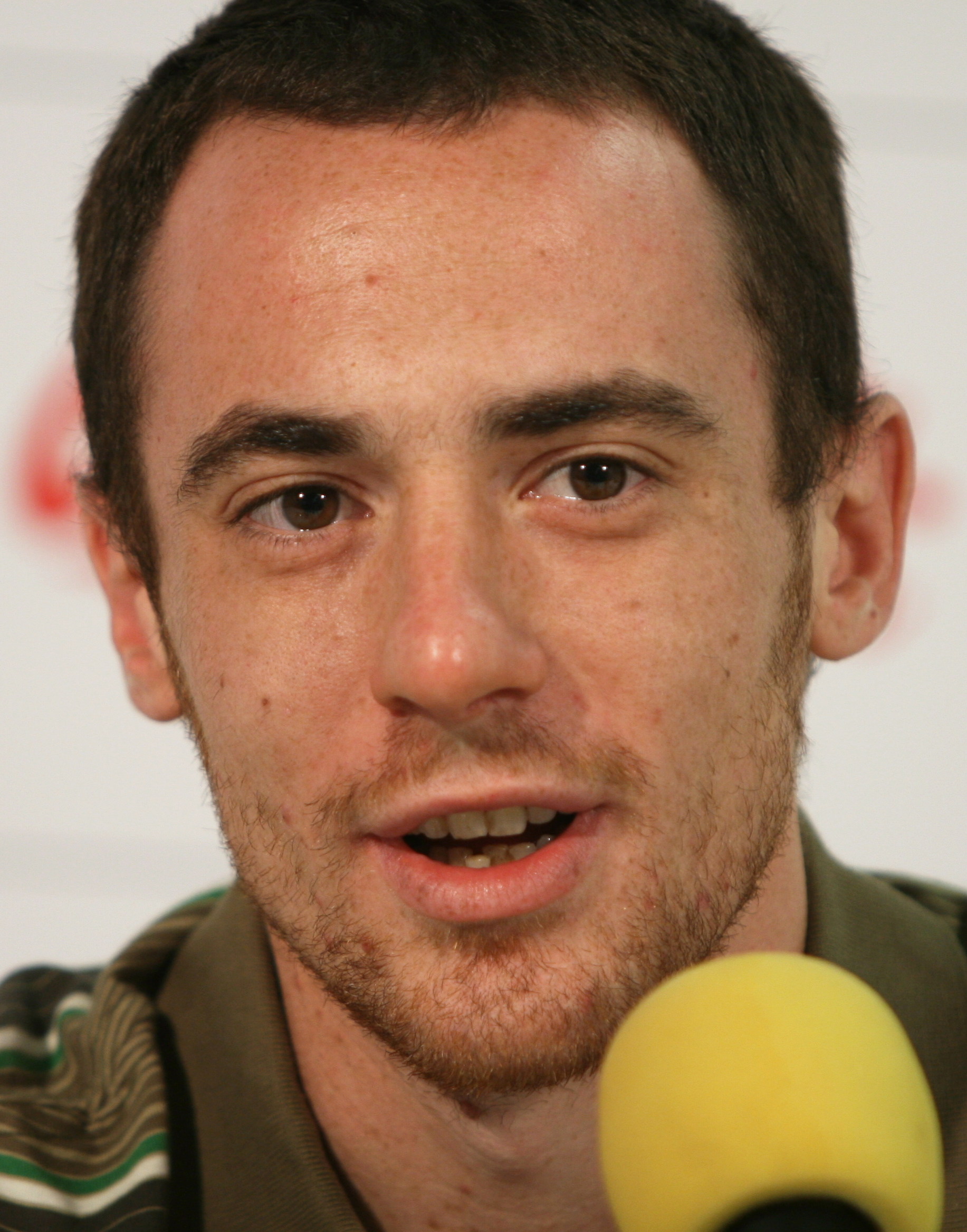
Elio Germano

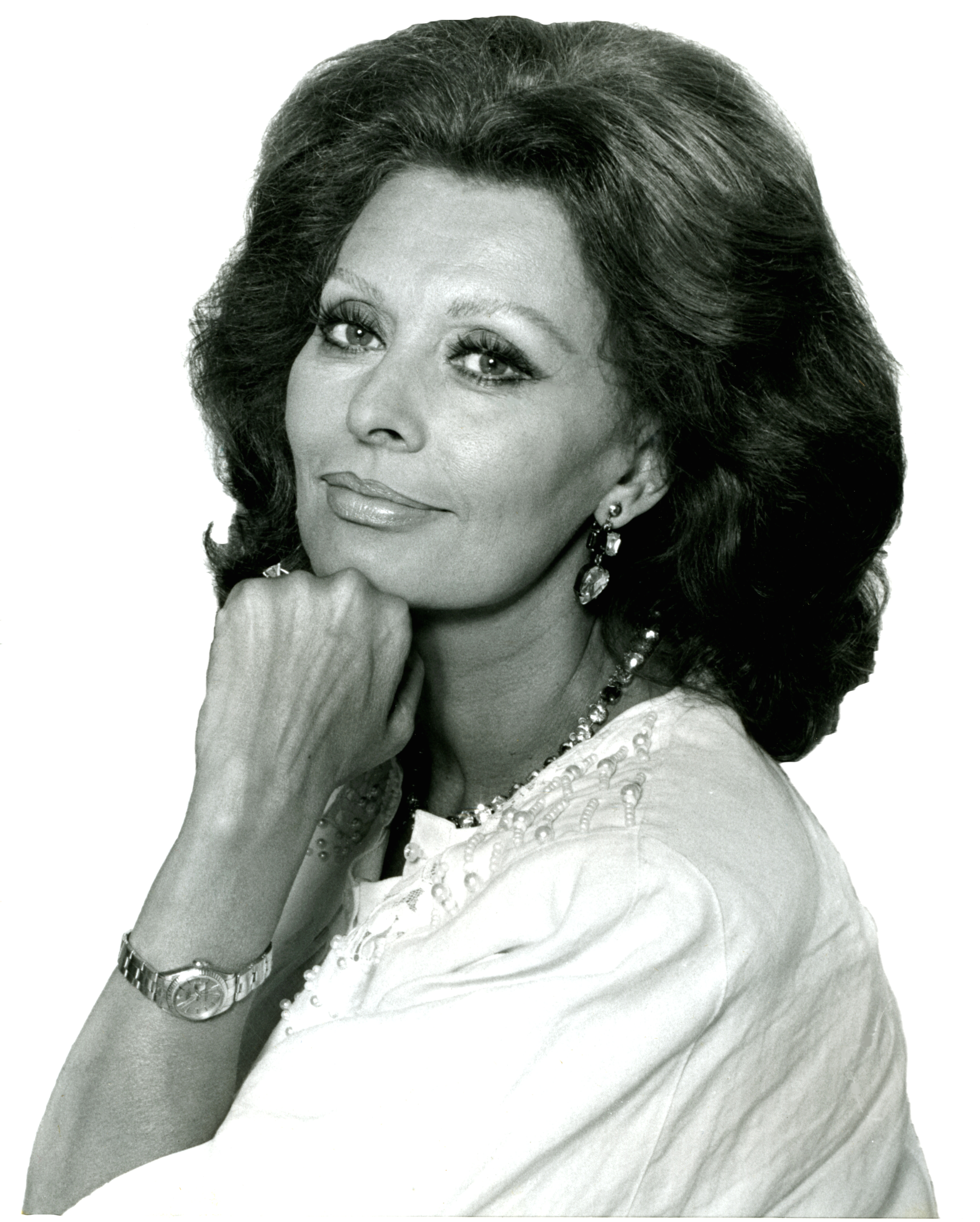
Sophia Loren

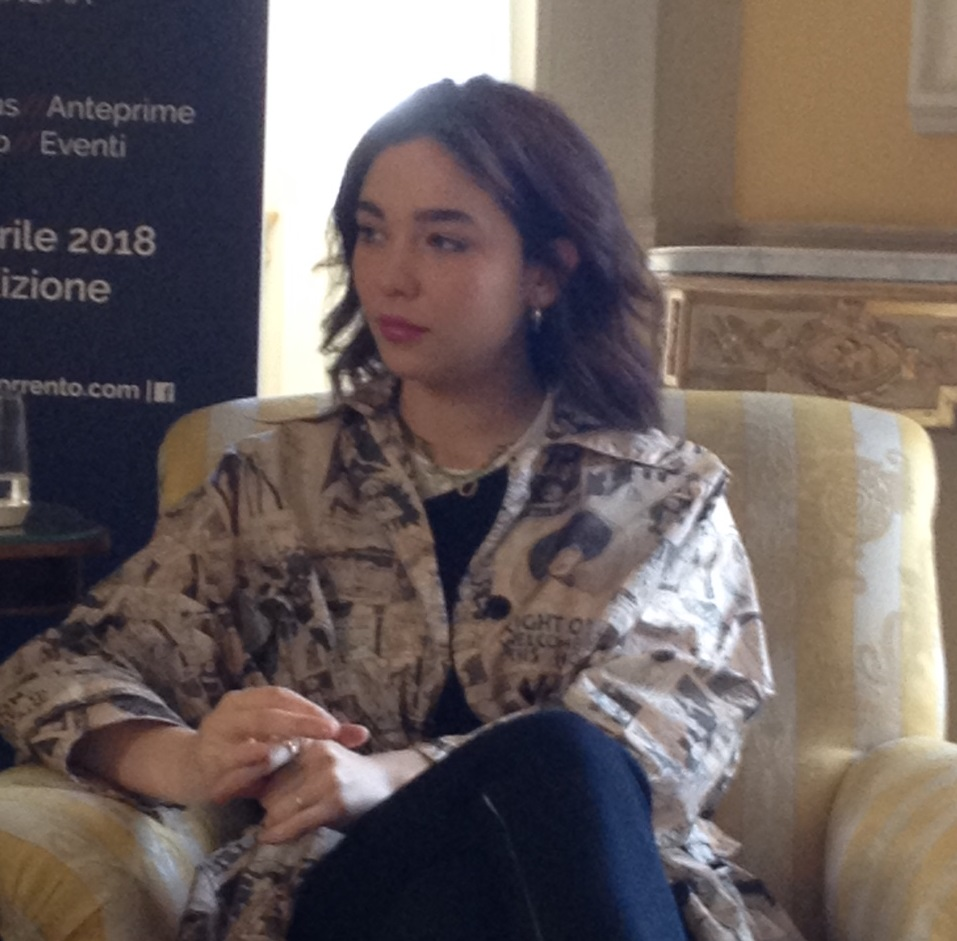
Matilda De Angelis

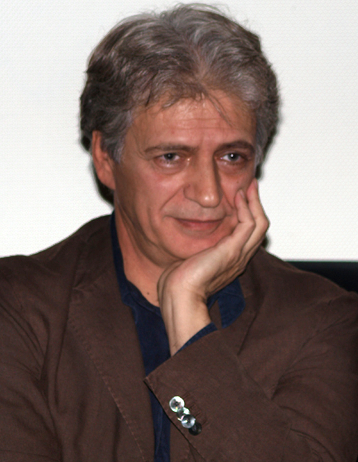
Fabrizio Bentivoglio

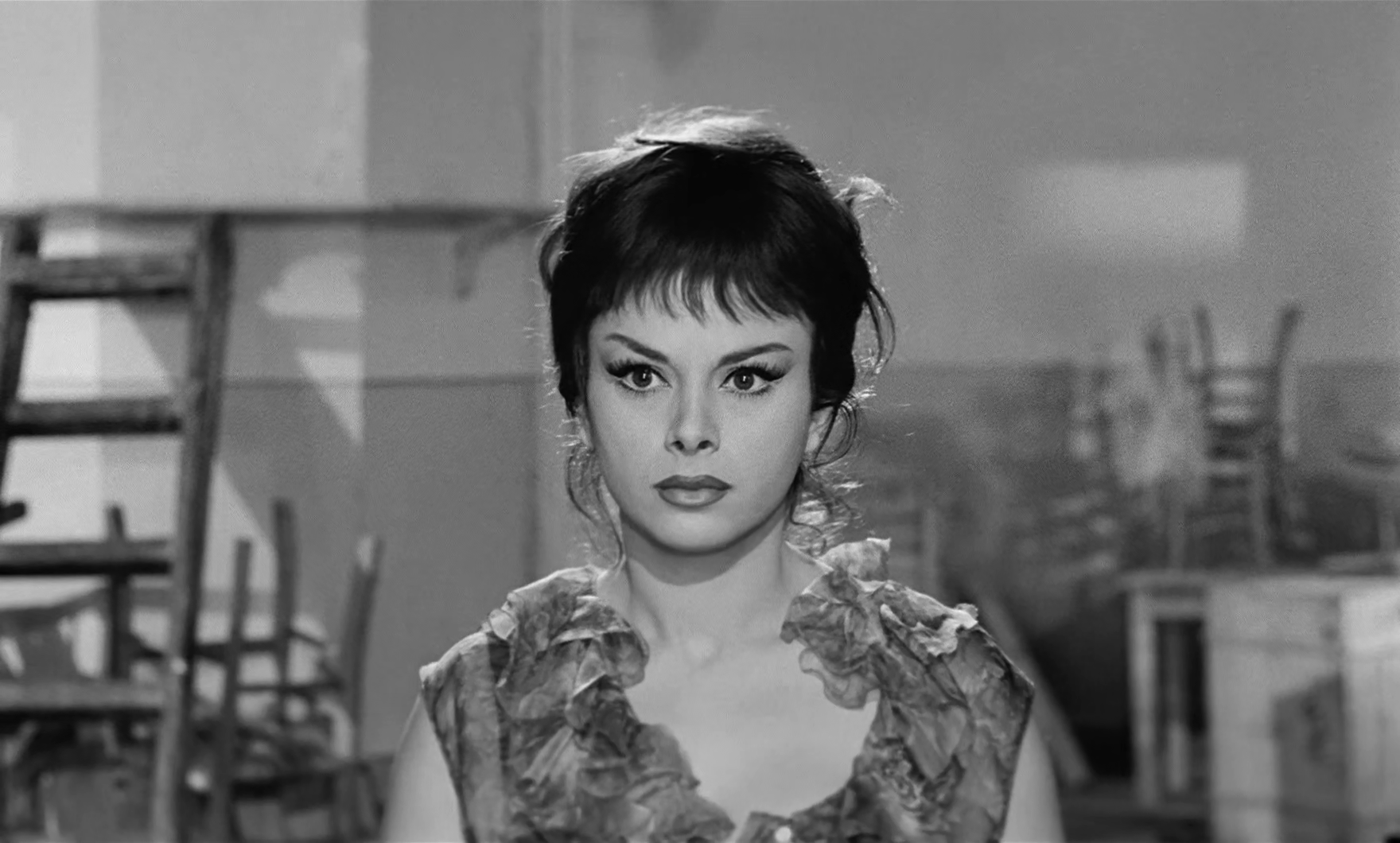
Sandra Milo

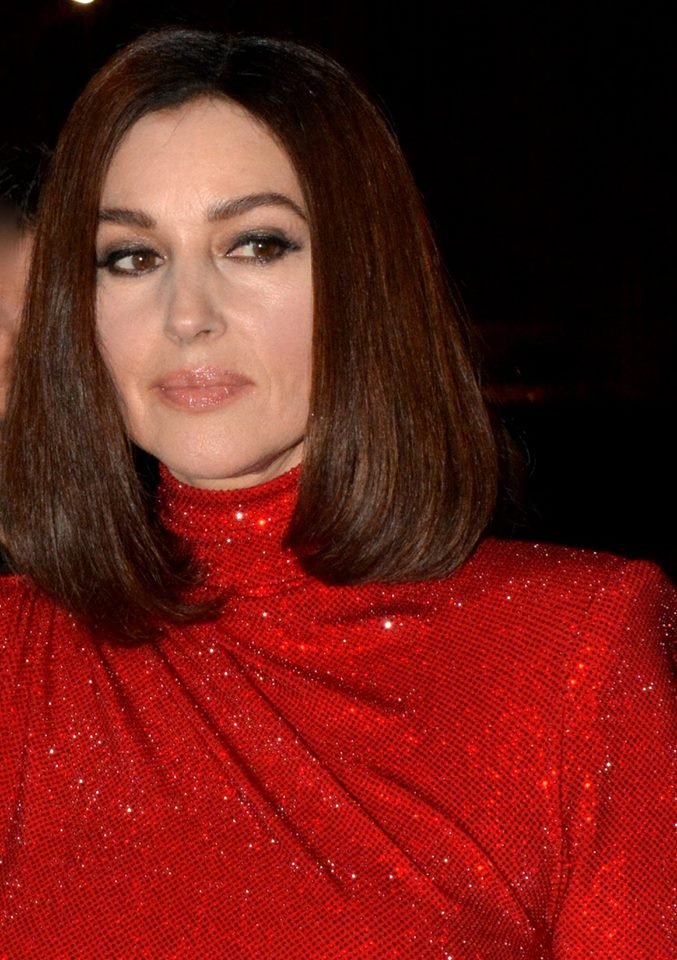
Monica Bellucci

La cerimònia va tenir lloc en presència amb els candidats dividits en dos llocs, un al Teatro dell'Opera di Roma i als estudis de televisió Fabrizio Frizzi. Les nominacions es van anunciar el 26 de març de 2021; les pel·lícules que van rebre més nominacions van ser Volevo nascondermi, Hammamet, Favolacce, L'incredibile storia dell'Isola delle Rose i Miss Marx.

## Guanyadors

### Millor pel·lícula
- Volevo nascondermi, dirigida per Giorgio Diritti
- Favolacce, dirigida per Damiano e Fabio D'Innocenzo
- Hammamet, dirigida per Gianni Amelio
- Le sorelle Macaluso, dirigida per Emma Dante
- Miss Marx, dirigida per Susanna Nicchiarelli

### Millor director
- Giorgio Diritti - Volevo nascondermi
- Damiano e Fabio D'Innocenzo - Favolacce
- Gianni Amelio - Hammamet
- Emma Dante - Le sorelle Macaluso
- Susanna Nicchiarelli - Miss Marx

### Millor director novell
- Pietro Castellitto - I predatori
- Ginevra Elkann - Magari
- Mauro Mancini - Non odiare
- Alice Filippi - Sul più bello
- Luca Medici - Tolo Tolo

### Millor guió original
- Mattia Torre - Figli
- Francesco Bruni en col·laboració amb Kim Rossi Stuart - Cosa sarà
- Damiano i Fabio D'Innocenzo - Favolacce
- Pietro Castellitto - I predatori
- Giorgio Diritti, Tania Pedroni i Fredo Valla - Volevo nascondermi

### Millor guió adaptat
- Gianni Di Gregorio e Marco Pettenello - Lontano lontano
- Salvatore Mereu - Assandira
- Francesco Piccolo, Domenico Starnone, Daniele Luchetti - Lacci
- Stefano Mordini, Francesca Marciano, Luca Infascelli - Lasciami andare
- Pupi Avati, Tommaso Avati - Lei mi parla ancora

### Millor productor
- Marta Donzelli i Gregorio Paonessa per Vivo film amb Rai Cinema, Joseph Rouschop i Valérie Bournonville per Tarantula Belgique - Miss Marx
- Agostino i Giuseppe Saccà per Pepito Produzioni amb Rai Cinema, AMKA Films Productions, Vision Distribution i QMI - Favolacce
- Matteo Rovere - L'incredibile storia dell'Isola delle Rose
- Domenico Procacci i Laura Paolucci per Fandango amb Rai Cinema - I predatori
- Carlo Degli Esposti i Nicola Serra amb Rai Cinema - Volevo nascondermi

### Millor actriu
- Sophia Loren - La vita davanti a sé
- Vittoria Puccini - 18 regali
- Paola Cortellesi - Figli
- Micaela Ramazzotti - Gli anni più belli
- Alba Rohrwacher - Lacci

### Millor actor
- Elio Germano - Volevo nascondermi
- Kim Rossi Stuart - Cosa sarà
- Valerio Mastandrea - Figli
- Pierfrancesco Favino - Hammamet
- Renato Pozzetto - Lei mi parla ancora

### Millor actriu no protagonista
- Matilda De Angelis - L'incredibile storia dell'Isola delle Rose
- Benedetta Porcaroli - 18 regali
- Barbara Chichiarelli - Favolacce
- Claudia Gerini - Hammamet
- Alba Rohrwacher - Magari

### Millor actor no protagonista
- Fabrizio Bentivoglio - L'incredibile storia dell'Isola delle Rose
- Gabriel Montesi - Favolacce
- Lino Musella - Favolacce
- Giuseppe Cederna - Hammamet
- Silvio Orlando - Lacci

### Millor fotografia
- Matteo Cocco - Volevo nascondermi
- Paolo Carnera - Favolacce
- Luan Amelio Ujkaj - Hammamet
- Gherardo Gossi - Le sorelle Macaluso
- Crystel Fournier - Miss Marx
- Michele D'Attanasio - Padrenostro

### Millor músic
- Gatto Ciliegia contro il Grande Freddo i Downtown Boys - Miss Marx
- Nicola Piovani - Hammamet
- Niccolò Contessa - I predatori
- Michele Braga - L'incredibile storia dell'Isola delle Rose
- Pivio e Aldo De Scalzi - Non odiare
- Marco Biscarini i Daniele Furlati - Volevo nascondermi

### Millor cançó original
- Immigrato (música i text de Luca Medici i Antonio Iammarino, interpretada per Checco Zalone) - Tolo Tolo
- Io sì (Seen) (música de Diane Warren, text de Laura Pausini i Niccolò Agliardi, interpretada per Laura Pausini) - La vita davanti a sé
- Gli anni più belli (música, text i interpretació de Claudio Baglioni) - Gli anni più belli
- Miles Away (música de Pivio e Aldo De Scalzi, text de Ginevra Nervi, interpretada per Ginevra Nervi - Non odiare
- Invisible (música i text de Marco Biscarini, interpretada per La Tarma) - Volevo nascondermi

### Millor escenografia
- Paola Zamagni, Ludovica Ferrario i Alessandra Mura - Volevo nascondermi
- Paolo Bonfini, Paola Peraro, Emita Frigato i Erika Aversa - Favolacce
- Giancarlo Basili i Andrea Castorina - Hammamet
- Tonino Zera i Maria Grazia Schirripa - L'incredibile storia dell'Isola delle Rose
- Alessandro Vannucci, Igor Gabriel i Fiorella Cicolini - Miss Marx

### Millor vestuari
- Massimo Cantini Parrini - Miss Marx
- Maurizio Millenotti - Hammamet
- Nicoletta Taranta - L'incredibile storia dell'Isola delle Rose
- Vanessa Sannino - Le sorelle Macaluso
- Ursula Patzak - Volevo nascondermi

### Millor maquillatge
- Luigi Ciminelli, Andrea Leanza i Federica Castelli - Hammamet
- Luigi Rocchetti - L'incredibile storia dell'Isola delle Rose
- Valentina Iannuccilli - Le sorelle Macaluso
- Diego Prestopino - Miss Marx
- Giuseppe Desiato i Lorenzo Tamburini - Volevo nascondermi

### Millor perruqueria
- Aldo Signoretti - Volevo nascondermi
- Daniele Fiori - Favolacce
- Massimiliano Duranti - Hammamet
- Aldina Governatori - Le sorelle Macaluso
- Domingo Santoro - Miss Marx

### Millor muntatge
- Esmeralda Calabria - Favolacce
- Giogiò Franchini - Figli
- Simona Paggi - Hammamet
- Gianni Vezzosi - L'incredibile storia dell'Isola delle Rose
- Paolo Cottignola i Giorgio Diritti - Volevo nascondermi

### Millor so
- Volevo nascondermi
- Favolacce
- Hammamet
- L'incredibile storia dell'Isola delle Rose
- Miss Marx

### Millors efectes especials
- Stefano Leoni i Elisabetta Rocca - L'incredibile storia dell'Isola delle Rose
- Luca Saviotti - Hammamet
- Massimiliano Battista - Miss Marx
- Renaud Quilichini i Lorenzo Cecotti - The Book of Vision
- Rodolfo Migliari - Volevo nascondermi

### Millor documental - Premi Cecilia Mangini
- Mi chiamo Francesco Totti, dirigit per Alex Infascelli
- Faith, dirigida per Valentina Pedicini
- Notturno, dirigida per Gianfranco Rosi
- Punta Sacra, dirigida per Francesca Mazzoleni
- The Rossellinis, dirigida perAlessandro Rossellini

### Millor curtmetratge
- Anne, dirigida per Domenico Croce i Stefano Malchiodi[3]
- Gas Station, dirigit per Olga Torrico
- Il gioco, dirigit per Alessandro Haber
- L'oro di famiglia, dirigit per Emanuele Pisano
- Shero, dirigit per Claudio Casale

### Millor pel·lícula estrangera
- 1917, dirigida per Sam Mendes
- Les Misérables, dirigida per Ladj Ly
- Jojo Rabbit, dirigida per Taika Waititi
- Richard Jewell, dirigida per Clint Eastwood
- Sorry We Missed You, dirigida per Ken Loach

### Premi David Jove
- 18 regali, dirigida per Francesco Amato
- Favolacce, dirigida per Damiano e Fabio D'Innocenzo
- Gli anni più belli, dirigida per Gabriele Muccino
- L'incredibile storia dell'Isola delle Rose, dirigida per Sydney Sibilia
- Tolo Tolo, dirigida per Luca Medici

### David speciale
- Sandra Milo - a la carrera[4]
- Diego Abatantuono[5]
- Monica Bellucci
- Gigi Proietti - a la memòria

### David dels Espectadors
- Tolo Tolo, dirigida perChecco Zalone - 6.674.622 espectadors[6]

### Targa David 2021 - Reconeixement d'honor
- Silvia Angeletti, Ivanna Legkar i Stefano Marongiu - per la important contribució a la represa segura de les activitats de producció cinematogràfica i audiovisual a Roma i Itàlia durant la crisi de la COVID-19[7]